# Aki Parviainen
Aki Uolevi Parviainen (Helsínquia, 26 de outubro de 1974) é um atleta finlandês de lançamento de dardo.